# I Saved the World Today
I Saved the World Today – singel brytyjskiego duetu Eurythmics, wydany w 1999 roku.

## Ogólne informacje
Piosenka została pierwszym singlem promującym album Peace. Był to także pierwszy od dziewięciu lat singel duetu. Osiągnął on sukces na listach przebojów, lecz nie został wydany w USA. Utwór ten wykorzystano później w jednym z odcinków serialu Rodzina Soprano.

## Teledysk
Reżyserem teledysku jest David A. Stewart, członek duetu Eurythmics.

## Listy przebojów
| Kraj            | Pozycja |
| --------------- | ------- |
| Wielka Brytania | 11      |
| Irlandia        | 23      |
| Niemcy          | 28      |
| Austria         | 16      |
| Szwajcaria      | 18      |
| Holandia        | 44      |
| Włochy          | 7       |
| Szwecja         | 31      |
| Australia       | 85      |
| Nowa Zelandia   | 33      |